# La fiaba di Ivan lo scemo e dei suoi due fratelli
La fiaba di Ivan lo scemo e dei suoi due fratelli (in russo Сказка об Иване-дураке и его двух братьях: Семене-воине и Тарасе-брюхане, и немой сестре Маланье, и о старом дьяволе и трех чертенятах?, Skazka ob Ivane-durake i ego dvuh brat’âh: Semene-voine i Tarase-brûhane, i nemoj sestre Malan’e, i o starom d’âvole i treh čertenâtah, letteralmente: «La fiaba di Ivan lo scemo e dei suoi due fratelli, Semën detto il guerriero e Taras detto il pancione, della sorella muta Malan'ja, e del vecchio diavolo e di tre diavoletti») è un racconto di Lev Tolstoj pubblicato nel 1886.

## Trama
Un ricco contadino ha tre figli maschi (Semën il guerriero, Taras il pancione e Ivan lo scemo) e una figlia, Malan'ja, che è muta. Semën e Taras se ne vanno via da casa; il primo diviene un militare, il secondo un mercante; Ivan e Malan'ja restano invece a casa a lavorare. Sebbene i due fratelli andati via da casa abbiano fatto fortuna, chiedono entrambi al proprio padre parte dei beni di famiglia, che ottengono soprattutto per il disinteresse e la generosità di Ivan. L'armonia che continua a regnare fra i tre fratelli spiace a un vecchio diavolo il quale chiede a tre diavoletti di far litigare i tre. I diavoletti decidono che innanzitutto sia necessario far cadere in disgrazia i due fratelli intelligenti: l'esercito guidato dall'ambizioso Semën è sconfitto rovinosamente in guerra e i beni dell'avido Taras vanno tutti in fumo; entrambi se ne tornano a casa e Ivan aumenta la propria attività lavorativa per mantenerli. 
Le trappole dei diavoli contro Ivan falliscono, gli stessi diavoli si trovavano a mal partito e per trarsi d'impaccio concedono a Ivan alcune facoltà magiche quali guarire gli ammalati, trasformare le foglie in monete d'oro e i covoni in soldati. Semën il guerriero si fa regalare da Ivan i soldati, conquista un regno, ma non ha poi soldi a sufficienza per pagare le proprie truppe; Taras si fa regalare da Ivan il danaro, lo moltiplica, ma non ha poi personale da mettere a guardia del danaro. Semën e Taras si rivolgono a Ivan per avere rispettivamente più soldati e più soldi; ma Ivan rifiuta per i disastri derivati dalle violenze dei militari di Semën e dai capitali di Taras. Semën e Taras pertanto si accordano fra di loro: Semën darà dei soldati a Taras perché facciano la guardia ai suoi beni, e Taras darà dell'oro a Semën perché paghi le sue truppe. Pertanto entrambi i fratelli intelligenti diventano zar ed entrambi diventano ricchi: Semën aumenterà la propria potenza terrorizzando i propri sudditi e Taras aumenterà la propria ricchezza emanando leggi che obbligano i sudditi a versargli altro danaro. Ivan ottiene la mano dell'unica figlia di uno zar grazie alla sua capacità di guarire le malattie e, alla morte del suocero, diviene anch'egli zar: essendo scemo, Ivan continua però a lavorare come un mužik e a rifiutare nel suo regno la presenza di servi, soldati, mercanti e burocrati; «dal regno di Ivan se ne andarono via tutti gli intelligenti e rimasero tutti gli scemi. Soldi non ne aveva nessuno. Vivevano, lavoravano, bastavano a se stessi e offrivano da mangiare alle persone buone».
Il vecchio diavolo, vedendo che i diavoletti non erano riusciti a rovinare i tre fratelli, anzi erano diventati tutti e tre zar, decide di risolvere di persona il problema. Il vecchio diavolo si presenta perciò a Semën sotto mentite spoglie di un esperto voevoda (condottiero militare), ne stimola l'ambizione finché Semën non attacca un regno più potente del suo e perde tutto; il vecchio diavolo si trasferisce allora nel regno di Taras sotto mentite spoglie di un ricco mercante e, grazie ai suoi capitali illimitati, distrugge economicamente il potere dello zar Taras. Il vecchio diavolo va infine nel regno di Ivan: cerca di distruggerlo dapprima con la forza delle armi, ma gli scemi sudditi di Ivan neutralizzano la violenza dei soldati con la nonviolenza e con l'amore verso il prossimo; il vecchio diavolo cerca di distruggere il regno con l'oro ma, dopo la curiosità iniziale, gli scemi sudditi di Ivan rifiutato l'inutile metallo finché il diavolo ha l'oro ma non cibo da mangiare. Il vecchio diavolo si presenta nell'abitazione di Ivan per chiedere di mangiare, ma Malan'ja, la sorella muta di Ivan, gli rifiuta il cibo perché il diavolo, non avendo calli alle mani, evidentemente non ha mai lavorato e quindi non ha  diritto di mangiare. Infine il vecchio diavolo tenta invano di convincere gli altri sudditi di Ivan che il lavoro intellettuale è superiore a quello manuale; sconfitto se ne torna all'inferno. Ivan regna felice nel suo regno, dove c'è tanto di tutto grazie a una sola usanza: «chi ha i calli sulle mani si siede a tavola, e a chi non ne ha, si danno soltanto gli avanzi».

## Genesi dell'opera
La fiaba fu scritta fra l'agosto e l'ottobre 1885 e fu pubblicata l'anno successivo nelle Sočinenija grafa L.N. Tolstogo. Nello stesso anno la fiaba apparve anche in una edizione in brossura della Posrednik (Il mediatore) la casa editrice moscovita fondata nel 1884 per iniziativa di Čertkov, di Birjukov e dello stesso Tolstoj. La prima edizione andò a ruba; la seconda edizione, invece, fu sequestrata dalla censura nel febbraio 1887. La fiaba era stata intesa infatti come satira politica. Nel 1892 venne anzi emessa una nuova ordinanza del governo russo che proibiva la vendita di questa fiaba; l'ordinanza rimase in vigore fino al 1906.

## Critica
In Russia la fiaba popolare era un genere letterario amato sia dalle classi sociali più elevate che dalle basse. In questo racconto Tolstoj riproduce la lingua e lo stile della narrazione favolistica orale russa. Il personaggio di Ivan lo scemo (in russo Иван-дурак?, Ivan-durak), contrapposto ai suoi fratelli apparentemente più intelligenti ma in realtà meno saggi di lui, è frequente nelle fiabe popolari russe; ma la trama del racconto di Tolstoj è una novità. Attraverso la fiaba Tolstoj veicola i temi dell'anarchismo cristiano, della sua concezione morale e religiosa della vita, e ciò spiega la reazione della censura russa.

## Edizioni
- «Skazka ob Ivane-durake i ego dvuh brat’âh: Semene-voine i Tarase-brûhane, i nemoj sestre Malan’e, i o starom d’âvole i treh čertenâtah». In: Sočinenija grafa L.N. Tolstogo (Opere del conte Lev Nikolàevič Tolstòj), Vol. XII, V edizione, Moskva: ed. S.A. Tolstaja, 1886
- L. N. Tolstoi, Padrone e servitore; Ivan l'imbecille; versioni di Eugenio Wenceslao Foulques, Napoli: S. Romano, 1902
- Leone Tolstoi, Ivan l'idiota, ed altri racconti; a cura di Angelo Colombo, Milano: Fratelli Treves, 1920
- Lev Nikolaevič Tolstoj, Ivan e i quattro diavoli; versione dal russo di Vittoria de Gavardo; illustrazioni di Gino Gavioli, Roma: Edizioni paoline, 1974
- Lev Nikolaevič Tolstoj, Ivan lo scemo; traduzione di Carla Muschio, Roma: Stampa Alternativa, 2000, ISBN 88-7226-547-9 (Viterbo: Nuovi Equilibri, 2000, ISBN 978-88-7226-547-5)
- Lev Tolstòj, «La fiaba di Ivan lo scemo e dei suoi due fratelli»; traduzione di Igor Sibaldi. In: Lev Tolstòj, Tutti i racconti, a cura di Igor Sibaldi, Collezione I Meridiani, Milano: Mondadori, Vol. II, V ed., maggio 2005, pp. 261-97, ISBN 88-04-35177-2
- Lev Tolstoj, Ivàn lo scemo; a cura di Alberto Schiavone, Firenze: Barbès, 2009, ISBN 978-88-6294-105-1
- Lev Tolstoj, Ivàn lo scemo; a cura di Alberto Schiavone; traduzione di Yuri D'Ippolito, Firenze: Clichy, 2016, ISBN 978-88-6799-291-1